# Richard Koch (Mediziner)

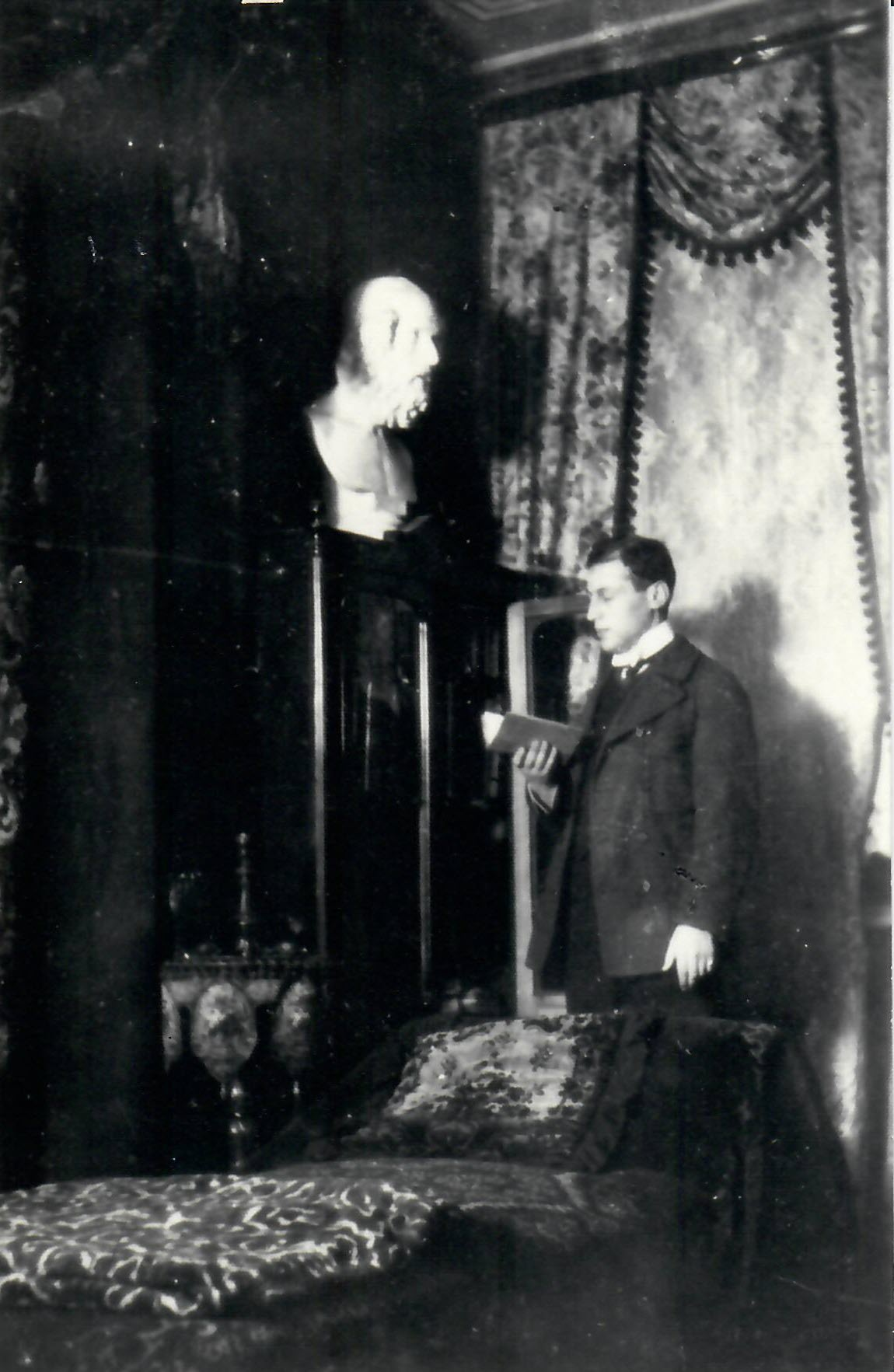
Richard Koch im Jahr 1903
als Student in München

Richard Hermann Koch (* 3. September 1882 in Frankfurt am Main; † 30. Juli 1949 in Jessentuki im Kaukasus/UdSSR) war ein deutscher Arzt, Balneologe, Internist, Medizinhistoriker und Medizintheoretiker.

## Leben
Koch wurde als Sohn eines jüdischen Kaufmanns geboren und diente 1906 als Einjährig-Freiwilliger in Karlsruhe. Er studierte Medizin in Lausanne, München, Heidelberg und Berlin. 1909 wurde er in Leipzig promoviert. Von 1910 bis 1911 war er in Heidelberg Volontärassistent des Mediziners Ludolf von Krehl. Später praktizierte er als Internist in Frankfurt am Main, wo er 1917 einen Lehrauftrag für Geschichte der Medizin an der Universität erhielt. 1920 habilitierte er sich in Frankfurt am Main und wurde Privatdozent, 1926 außerordentlicher Professor für Geschichte der Medizin. Die Gründung eines medizinhistorischen Seminars in der Frankfurter Medizinischen Fakultät erfolgte im Jahre 1926 auf seine Initiative.
Im 1920 gegründeten Freien Jüdischen Lehrhaus in Frankfurt am Main arbeitete er als jüdischer Dozent mit. Mit dessen Gründer Franz Rosenzweig war er befreundet und er war auch dessen Arzt. Koch war auch medizinischer Redakteur der Frankfurter Allgemeinen Zeitung.
1935 wurde das Institut für die Geschichte der Medizin auf Betreiben der Nationalsozialisten geschlossen. Ein Jahr später floh Richard Koch aus Deutschland in die Sowjetunion. Von 1936 bis 1949 lebte und arbeitete er als Arzt im kaukasischen Badeort Jessentuki. Hier beschäftigte er sich intensiv mit der jüdischen Kultur, lernte Hebräisch, übersetzte Psalmen und verfasste Überlegungen zur Haggada und anderen Schriften und Bräuchen.
Koch musste im Jahr 1942 mit der Familie vor der Kaukasus-Offensive der deutschen Wehrmacht nach Georgien fliehen. Als er nach Jessentuki zurückkehrte, war seine umfangreiche Bibliothek geraubt.
Koch hinterließ neben seinen wissenschaftlichen Arbeiten und religiösen Schriften eine unvollendete Autobiographie, die 2004 unter dem Titel Zeit vor Eurer Zeit. Autobiographische Aufzeichnungen erschien. Aus seinem umfangreichen Briefwechsel gingen insbesondere seine ausführlichen Betrachtungen in die Medizingeschichte ein, die er am 30. Juli 1945 an den Medizinhistoriker Henry E. Sigerist (1891–1957) schickte. Sigerist hatte 1932 von Leipzig aus eine Stelle in Baltimore angenommen.
In seiner Abhandlung Die ärztliche Diagnose unterteilte Koch die »Erkenntnismittel der Diagnose« in drei Gruppen, von denen die erste die „Anschauung“, die zweite die „Untersuchung“ und die dritte „alle anderen Mittel diagnostischer Erkenntnis und diagnostischen Verhaltens“ umfasst.

## Familie
Richard Koch heiratete 1914 Maria Rosenthal. Das Ehepaar hatte fünf Kinder, die alle in Frankfurt geboren wurden: Naomi Laqueur (1920–1995, geborene Barbara Koch, verheiratet mit Walter Laqueur), Helen Elder (geborene Hanna, verheiratet mit Robert Elder), Eva (Chava) Weiss, Gertrude Koch und Friedrich Koch. Alle verließen Deutschland zwischen 1936 und 1938. Gertrude und Friedrich folgten ihren Eltern nach Essentuki, während Naomi und Eva nach Palästina und Helen in die Vereinigten Staaten gingen. Mit Ausnahme von Naomi, die nach 1955 überwiegend in England lebte, ließen sich alle Kinder in den Ländern nieder, in die sie geflohen waren. Auch ihre Mutter Maria blieb bis zu ihrem Tod 1973 in Essentuki.

## Veröffentlichungen
- Die ärztliche Diagnose – Beitrag zur Kenntnis des ärztlichen Denkens. Bergmann, Wiesbaden 1917.
- Ärztliches Denken: Abhandlungen über die philosophischen Grundlagen der Medizin. Springer, Berlin 1923 (archive.org).
- Zeit vor Eurer Zeit. Autobiographische Aufzeichnungen (= Medizin und Philosophie. Bd. 8). Hrsg. von Frank Töpfer und Urban Wiesing. Frommann-Holzboog, Stuttgart 2004, ISBN 3-7728-2226-6
- Das Gebet. In: Kalonymos. Jg. 7 (2004), H. 2, S. 4–6 (PDF).
- Brief an Henry E. Sigerist vom 30.7.1945. Hrsg. von Frank Töpfer und Urban Wiesing. Universität Tübingen, Tübingen 2005 (online).